# Ilava (distrito)
O Distrito de Ilava (eslovaco: Okres Ilava)é uma unidade administrativa da Eslováquia, situado na Trenčín (região), com 62.042 habitantes (em 2001) e uma superficie de 359 km². Sua capital é a cidad de Ilava.

## Demografia
| Ano:        | 1994   | 2004   | 2014   | 2024   |
| ----------- | ------ | ------ | ------ | ------ |
| Broj ljudi: | 62 205 | 61 422 | 60 194 | 56 647 |
| Razlika:    |        | -1,25% | -1,99% | -5,89% |

| Ano:               | 2023   | 2024   |
| ------------------ | ------ | ------ |
| Número de pessoas: | 56 920 | 56 647 |
| Diferença:         |        | -0,47% |

## Cidades
- Dubnica nad Váhom
- Ilava (capital)
- Nová Dubnica

## Municipios
| - Bohunice - Bolešov - Borčice - Červený Kameň - Dulov - Horná Poruba | - Kameničany - Košeca - Košecké Podhradie - Krivoklát - Ladce - Mikušovce | - Pruské - Sedmerovec - Slavnica - Tuchyňa - Vršatské Podhradie - Zliechov |